# Essential Logic
Essential Logic — британская постпанк-группа, основанная саксофонисткой и бывшей участницей X-Ray Spex Лорой Лоджик.
Лора Лоджик основала группу в 1978 году, сразу же после окончания школы. В изначальном составе группы, Лора Лоджик была вокалисткой и играла на саксофоне, другим вокалистом был Филлип Лег, гитаристом — Уильям Беннет (позднее ставший одним из музыкантов группы Whitehouse). На бас-гитаре играл Марк Тёрнер, на ударных — Рич Ти, а вторым саксофонистом был Дейв Райт. Тёрнера на бас-гитаре впоследствии заменил Джон Оливер.
Дебютный мини-альбом группа издала на своём собственном лейбле Cells. За ним последовал мини-альбом (названный по названию группы Essential Logic), изданный лейблом Virgin Records. Затем Essential Logic подписали контракт с лейблом Rough Trade Records на котором в 1979 году вышел их дебютный альбом Beat Rhythm News — Waddle Ya Pay?. За ним последовало несколько синглов и в 1980 году группа распалась. В 1980—1981 годы Лора Лоджик была участником группы Red Crayola и сыграла на саксофоне для альбомов групп The Raincoats и The Swell Maps.
В 1982 году Лора Лоджик выпустила на Rough Trade Records свой первый сольный альбом Pedigree Charm. Вскоре после этого Лора стала кришнаиткой, временно прекратив свою музыкальную карьеру и поселившись в ашраме Бхактиведанта-мэнор. В 1995 году она присоединилась к реформированной X-Ray Spex, а в 2001 году записала с Essential Logic новый мини-альбом. В новый состав ансамбля вошёл один из бывших музыкантов группы Bad Manners и гитарист Гэри Лэчмен Валентайн из Blondie.
В 2003 году на лейбле Kill Rock Stars вышла в свет антология Essential Logic под названием Fanfare in the Garden.